# Bellwood (Illinois)
Bellwood es una villa situada en el condado de Cook, Illinois, Estados Unidos. Tiene una población estimada, a mediados de 2023, de 17 890 habitantes.
Forma parte del área metropolitana de Chicago.

## Geografía
La localidad está ubicada en las coordenadas 41°52′58″N 87°52′34″O / 41.88278, -87.87611 (41.882901, -87.87617). Según la Oficina del Censo, tiene una superficie de 6,21 km², correspondientes en su totalidad a tierra firme.

## Demografía
Según el censo de 2020, en ese momento la localidad tenía una población de 18 789 habitantes. La densidad de población era de 3025,60 hab./km².
| Raza                   | Núm.   | Porc.   |
| ---------------------- | ------ | ------- |
| Afroamericanos         | 12 843 | 68.35%  |
| Blancos                | 1254   | 6.67%   |
| Amerindios             | 180    | 0.96%   |
| Asiáticos              | 135    | 0.72%   |
| Isleños del Pacífico   | 3      | 0.02%   |
| De otras razas         | 2974   | 15.83%  |
| De una mezcla de razas | 1400   | 7.45%   |
| Total                  | 18 789 | 100.00% |

Del total de la población, el 26.80% eran hispanos o latinos de cualquier raza.